# مؤتمر صلاح الدين للمعارضة العراقية (1992)
في تشرين الثاني/نوفمبر 1992 عقد في منتجع صلاح الدين في محافظة أربيل شمال العراق ثاني مؤتمر للمعارضة العراقية، بعد مؤتمر فيينا، بمشاركة عدد من فصائل وشخصيات المعارضة لنظام صدام حسين، وانتهى بالإعلان عن تشكيل «المؤتمر الوطني العراقي الموحد».